# Terasa gobavega kralja
Terasa gobavega kralja (kmersko ព្រះលានស្តេចគម្លង់, Preah Lean Sdach Kumlung) je v severozahodnem kotu kraljevega trga Angkor Thom v Kambodži.
Zgrajena je bila v slogu Bayon pod Džajavarmanom VII., čeprav njeno sodobno ime izhaja iz skulpture iz 15. stoletja, odkrite na mestu. Kip prikazuje hindujskega boga Jamo, boga smrti.
Kip so imenovali »Gobavi kralj«, ker je razbarvanje in mah, ki raste na njem, spominjalo na gobavega in tudi zato, ker se ujema s kamboško legendo o angkorskem kralju Jasovarmanu I., ki bil gobav. Ime, po katerem ga poznajo Kambodžani, pa je Dharmaraja, saj je to tisto, kar je bilo vgravirano na dnu prvotnega kipa.
Nekateri naj bi stavbo v obliki črke U uporabljali kot kraljevo mesto za upepelitev.

## Galerija
- Terasa gobavega kralja
- Kip, po katerem je terasa dobila ime, je zamenjala replika.